# VHS-C
VHS-Cは、VHSの小型テープでVHS-Compact (ビデオホームシステムコンパクト) を略したもの。1982年 (昭和57年) に規格がまとめられた。

## 概要
ポータブルビデオの小型化でVHSの先を行くベータマックスに対抗すべく日本ビクター (現・JVCケンウッド) によって開発された規格。同社より1982年にポータブルビデオデッキ「HR-C3」が発売された。シャープ (VC-20P)、松下 (NV-200)、日立 (VT-M1)、三菱 (HV-11G)が後に続いた。後に登場した8ミリビデオへの対抗としてビデオカメラに採用されるようになって脚光を浴びた。
VHS-CのカセットサイズはVHSフルカセットのおよそ3分の1。製品の開発に当たっては、当時、日本ビクタービデオ事業部の技術者が「VHSフルカセットのテープがヘッド (回転ヘッド) に巻きつく角度 (ローディング角) とアジマス角 (磁気記録パターン) を何分の1かにすれば、VHSフルカセットよりも小さいサイズのテープが実現出来る」と考え、物理的な計算とVHS-C専用のテープローディング機構、専用小型ヘッドドラムを開発する事から始まった。発売当初の録画時間は20分だったが、その後はテープ素材の改良などで標準モード録画で40分まで延長され、3倍モードで120分 (2時間) の録画を可能にした。記録フォーマットはVHSと完全互換性があり、VHS-Cカセットアダプタを使用することで通常のVHSビデオテープとしてVHSデッキで再生・録画できる。平成に入るとカセットアダプタを必要としない「コンパチブルビデオデッキ」 (例：ビクターHR-SC1000、松下NV-CF1) も発売された。
VHS-Cは、その構造上テープハーフ (テープハウジング) と保管用ケースの中でテープがたるみやすく、子供がいたずらをしてテープを引っ張り出してダメにしてしまったり、たるみを取らないままカメラに装填してトラブルを起こすケースも少なくなかったようだ。後に、テープハーフと保管ケースの片方または双方に「セーフティロック機構」などと称したたるみ防止の対策を講じた改良製品が登場している。
当初は8ミリビデオと激しいシェア争いを展開していたが、1989年にソニーが小型タイプの8ミリビデオカメラ「ハンディカム・CCD-TR55」を発売し、爆発的にヒットさせると市場は大きく8ミリに傾いた。VHS-C陣営は翌年、日本ビクターから「ムービーごっこ・GR-LT5」、松下電器産業 (現 パナソニック) から当時としては画期的な手振れ補正機能を備えた「ブレンビー・NV-S1」などの小型タイプのビデオカメラを開発し、VHSデッキでそのまま見られる事をアピールして対抗したが、ソニーはさらに小型化を果たした新モデルを投入。流行語にもなった「パスポートサイズ」というサイズの小ささを示すキャッチコピーとともに「2時間録画」を前面に売り出したこともあり録画時間で不利なVHS-Cは次第にシェアを落としていった。
一方、日本を上回る市場規模を持つアメリカ合衆国でも、VHS-C規格は普及しなかった。アメリカ市場のニーズでは小型化されたカメラはボタンが小さく、操作がやりにくいと敬遠され、レンタルビデオソフトの再生機能を兼ねたフルサイズのVHS規格のビデオカメラが好まれた。後に安価なビデオデッキの登場で、レンタルビデオ再生を専用の据え置き型デッキで行う趨勢となった時には、日本の場合と同じく録画時間の短さやテープのたるみの問題からVHS-Cは敬遠され、8ミリビデオが普及した。
8ミリビデオの攻勢に押される中、VHS-C陣営だったシャープや日立製作所、東芝は、8ミリビデオに転向した。松下電器産業も自社ではVHS-Cを販売する一方で、海外メーカー向けに8ミリビデオもOEM製造しており、８ミリ転向がたびたび噂された。
1995年 (平成7年) 秋にはDV規格が登場。その後、ビデオカメラの市場はDVやメモリーカードタイプなどに置き換わっていき、VHS-Cのカムコーダは販売を終了。
VHS-C生テープとヘッドクリーニングテープに関しては2012年と2013年、カセットアダプターは2014年に全てのメーカーで販売が終了され、市場流通在庫のみの取り扱いとなっている。

## 仕様
［カセット及びテープ］
- カセット形状：92mm×52mm×23mm
- テープ幅：12.7mm (2分の1インチ)
- 録画時間：20分 (標準モード) から40分、60分から120分 (3倍モード)

［録/再メカデッキ］
- ヘッドドラム径：41.33mm (※一部カムコーダの機種ではVHS標準ドラム径62mmを搭載していた物も存在した)
- 巻きつけ角: 270°+10°
- ヘッド回転速度: 2700rpm (標準径ドラムの場合1800rpm)[4]
- VHS-C専用メカデッキ (巻き取り側リール駆動のみ専用小型歯車構造、テープパス及びローディングはVHS-C専用構造)

## 備考
- 映画「バック・トゥ・ザ・フューチャー」のパート1で1985年の世界から1955年の世界にもっていったビデオカメラはビクター製 (JVCブランド) のVHS-Cカムコーダー「GR-C1U」で、1984年に発売された市販品。VHS-C初のビデオ一体型カメラである。日本での型番はGR-C1で、カタログなどにはバック・トゥ・ザ・フューチャーの写真が表紙を飾っていた。この映画ではJVCブランドの製品がほかにも登場している。

- 据置き型VTRでカセットアダプタを使用せずにフルサイズカセットとコンパクトカセットの両方が録画再生可能な機種も開発された。ビクターからHR-SC1000 (1989年発売・世界初S-VHSコンパチビデオ) とHR-FC500 (1990年発売・SC1000をVHS・Hi-Fi化したもの) の2機種が、松下電器産業からはNV-V8000 (1990年発売・Sビデオマスター8000) とNV-CF1 (1991年発売・Cカセット編集ビデオ) の2機種が発売された。ビクターのものは「マルチフォーメーショントレイ」方式のトレイローディング、NV-V8000は「マウス・チェンジ」方式を採用したフロントローディング、NV-CF1は左側にコンパクトカセット専用VHS-Cデッキを、右側にフルサイズカセットのVHSデッキの２つのデッキを搭載したダブルビデオだった。